# Ravine Fleurimont
La ravine Fleurimont est une petite ravine de l'île de La Réunion, département d'outre-mer français dans l'océan Indien. Elle constitue le lit d'un cours d'eau généralement à sec qui se jette sous le nom de Ravine Petite Anse dans sa partie finale à l'extrémité méridionale de la baie de Saint-Paul, une baie de la côte ouest, soit la moins arrosée. Elle doit son nom au gouverneur Germain de Fleurimont Moulinier, que l'on retrouva mort dans la ravine en janvier 1680.